# Ultra-low-Penetration-Air-Filter
Ultra-low-Penetration-Air-Filter (ULPA) sind hochwirksame Schwebstofffilter, eine Weiterentwicklung von HEPA-Filtern.

## Eigenschaften
Ein ULPA-Filter kann mindestens 99,999 % der Staub-, Pollen-, Schimmelpilz- und Bakterienpartikel sowie alle luftgetragenen Partikel mit einer minimalen Partikeldurchdringungsgröße von 120 Nanometern (0,12 µm, ultrafeine Partikel) aus der Luft entfernen. Ein ULPA-Filter kann (weitgehend, aber nicht zu 100 %) Ölrauch, Tabakrauch, Kolophoniumrauch, Smog und Insektizidstaub entfernen.
Er kann auch Ruß bis zu einem gewissen Grad entfernen.
Einige Filtereinheiten für Ventilatoren sind mit ULPA-Filtern ausgestattet.

## In ULPA-Filtern verwendete Materialien
Sowohl HEPA- als auch ULPA-Filtermedien sind ähnlich aufgebaut.
Das Filtermedium ist wie ein riesiges Netz aus willkürlich angeordneten Fasern. Wenn die Luft durch dieses dichte Netz strömt, bleiben die festen Partikel an den Fasern hängen und werden so aus der Luft entfernt.
Die Porosität ist einer der wichtigsten Faktoren bei diesen Fasern. Eine geringere Porosität verringert zwar die Filtrationsgeschwindigkeit, erhöht aber die Qualität der gefilterten Luft. Dieser Parameter wird in Poren pro Linearzoll gemessen.

## Funktionsweise
Das physische Blockieren von Partikeln mit einem Filter, das sogenannte Sieben, kann kleinere Partikel nicht entfernen. Das Reinigungsverfahren, das sich nach der Partikelgröße des Schadstoffs richtet, basiert auf vier Techniken:
- Siebung
- Diffusion
- Trägheitsaufprall
- Auffangen

Für die Prüfung dieser Filter wurde eine Reihe von Empfehlungen verfasst, darunter:
- IEST-RP-CC001: HEPA- und ULPA-Filter,
- IEST-RP-CC007: Prüfung von ULPA-Filtern,
- IEST-RP-CC022: Prüfung von HEPA- und ULPA-Filtermedien und
- IEST-RP-CC034: Dichtheitsprüfung von HEPA- und ULPA-Filtern.

## Einsatzbereich
ULPA-Filter werden für spezielle Lüftungsaufgaben wie in Reinräumen verwendet.